# Eduard Herold
Eduard Herold (* um 1826; † 1872) war ein deutscher Verwaltungsbeamter.

## Leben
Eduard Herold studierte Rechtswissenschaften an der Ruprecht-Karls-Universität Heidelberg. 1846 wurde er Mitglied des Corps Saxo-Borussia Heidelberg. Nach Abschluss des Studiums und Promotion zum Dr. jur. trat er in den preußischen Staatsdienst ein. Von 1854 bis 1856 absolvierte er das Regierungsreferendariat bei der Regierung in Erfurt und bestand 1856 das Regierungsassessor-Examen. Von 1860 bis zu seinem Tod 1872 war er Landrat des Landkreises Schleusingen.